# Мадерспергер, Йозеф
Йозеф Мадерспергер (нем. Josef Madersperger, в немецкой транскрипции Мадершпергер; 6 октября 1768, Куфштайн — 2 октября 1850, Вена) — австрийский портной, считается одним из изобретателей швейной машины.

## Биография

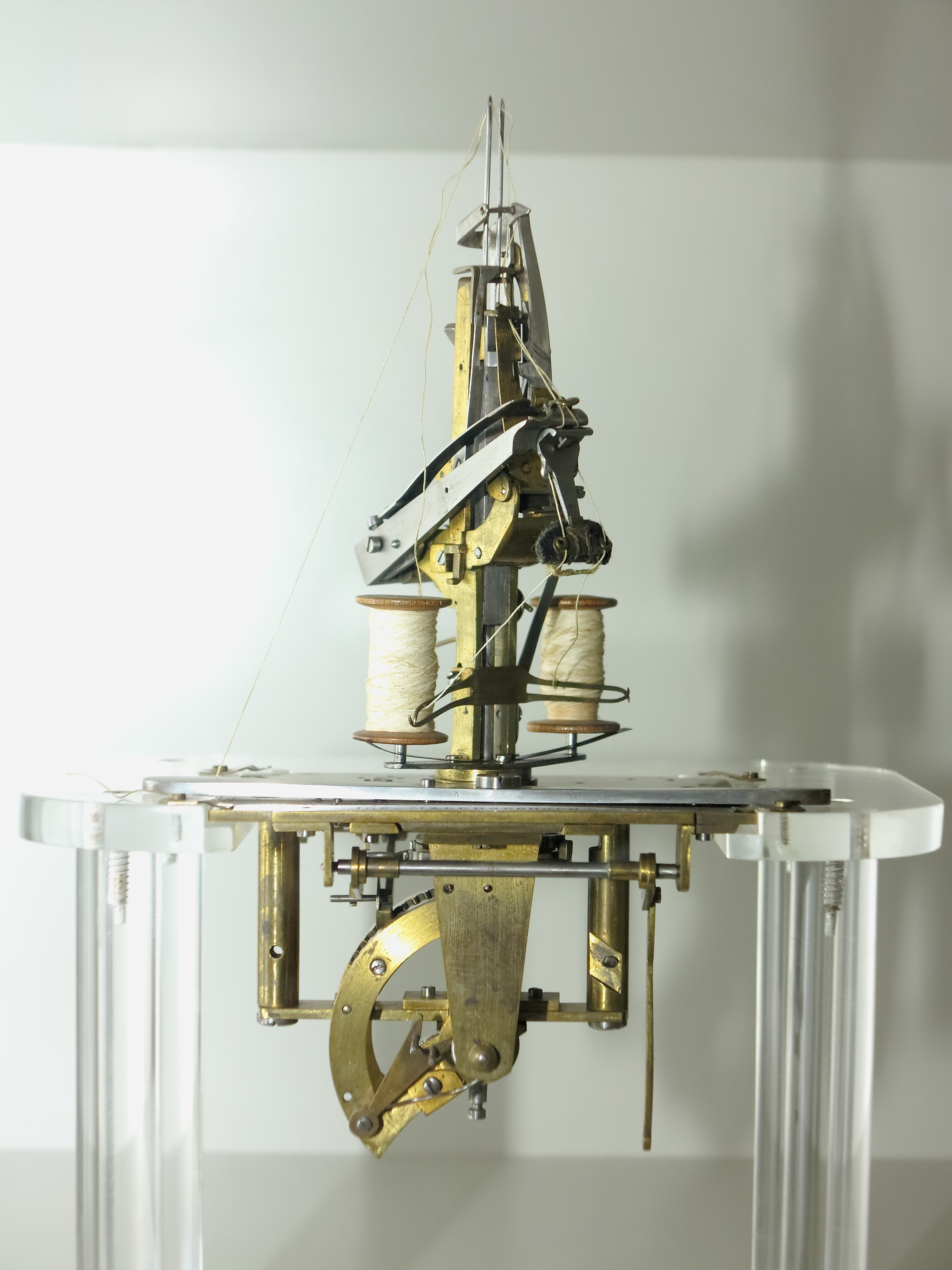
«Швейная рука» Мадерспергера (1825, Технический музей Вены)

В 1790 году вместе с отцом переехал в Вену после того, как их тирольский дом сгорел.
С 1807 года занимался усовершенствованием швейной машины, в которую вкладывал все свои доходы и тратил всё своё свободное время. В 1814 году представил свою первую швейную машину, которая имитировала движение человеческой руки при шитье.
После нескольких неудачных вариантов, в 1839 году предложил машину, которая имитировала процесс ткачества и выполняла цепной стежок.
Не имея собственных средств, чтобы организовать производство, уступил модель Политехническому институту (1839). В 1841 году получил бронзовую медаль от Австрийской Бизнес Ассоциации.

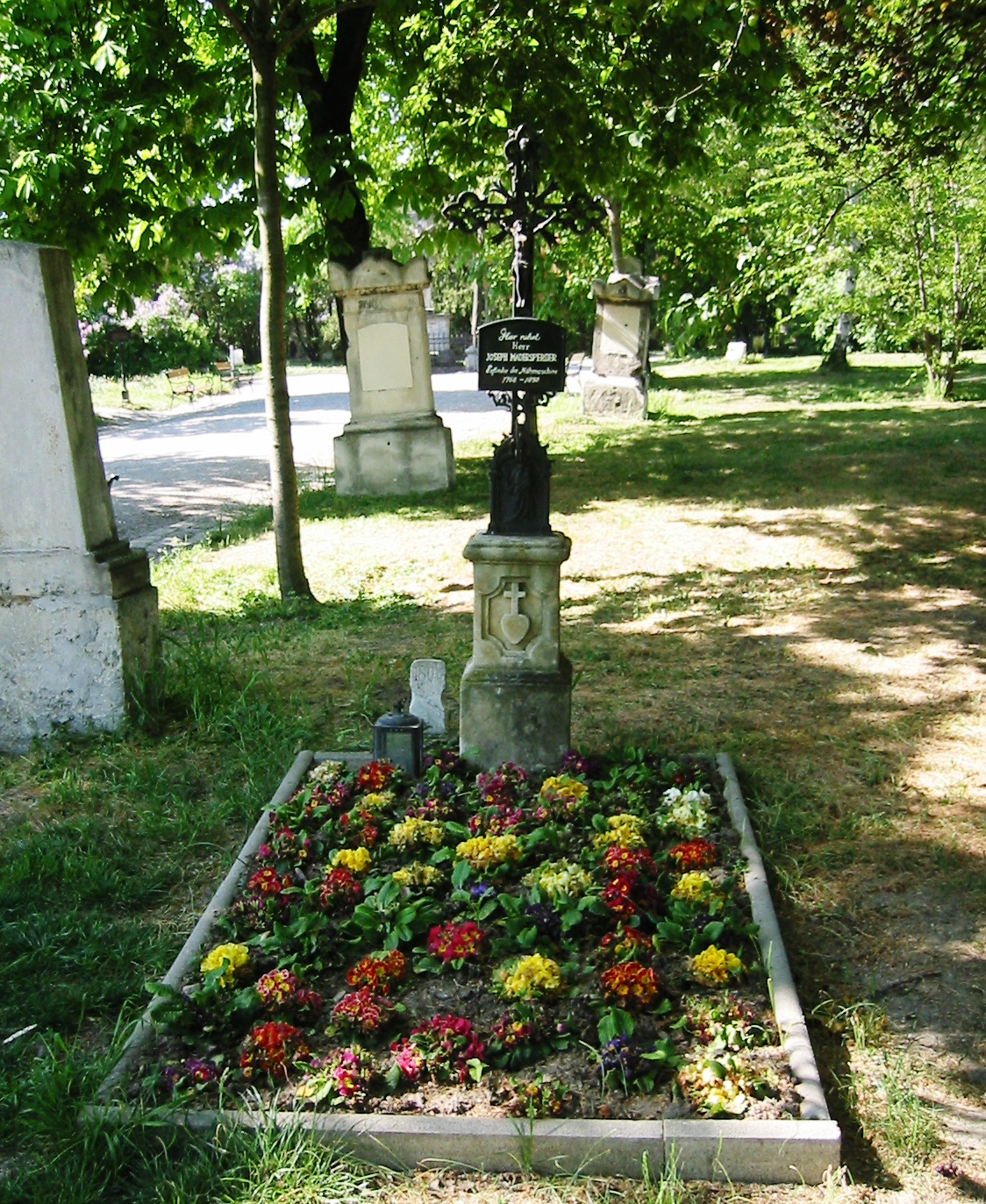
Место предполагаемого захоронения Мадерспергера

Умер в приюте для бедных после короткой (три месяца) семейной жизни и был похоронен на соседнем кладбище для бедных — кладбище Санкт-Марка, в соответствии с правилами захоронения на этом кладбище — без гроба в братской могиле (по 5 человек). Венская Гильдия портных установила чугунный крест на предполагаемом месте его захоронения.

## Память
В Куфштайне находится музей «Madersperger».
В 1933 году скульптором Карлом Филиппом в Вене был создан памятник Йозефу Мадерспергеру. В 1943 году памятник был отправлен в переплавку во время сбора металла на военные цели. Через несколько месяцев Гранихштедтен-Черва создал комитет по восстановлению памятника. В 1949 году памятник был установлен в парке Ресселя на площади Карлсплатц бургомистром Вены Кернером.
В 1998 году драматургом Вадимом Левановым написана пьеса «Ах, Йозеф Мадершпрегер — изобретатель швейной машинки».